# Bahnhof Berlin-Hohenschönhausen
Der Bahnhof Berlin-Hohenschönhausen ist ein Regional- und S-Bahnhof im Berliner Ortsteil Neu-Hohenschönhausen im Bezirk Lichtenberg. Die Anlage umfasst zwei voneinander unabhängige Betriebsstellen, den Bahnhof Berlin-Hohenschönhausen S-Bahn an der S-Bahn-Strecke Springpfuhl – Wartenberg und den Haltepunkt Berlin-Hohenschönhausen an den Ferngleisen des Berliner Außenrings. Der Haltepunkt ist örtlich mit einer Abzweigstelle verbunden, über die die Zufahrt zum Güterbahnhof Berlin Nordost erfolgt.

## Lage und Aufbau

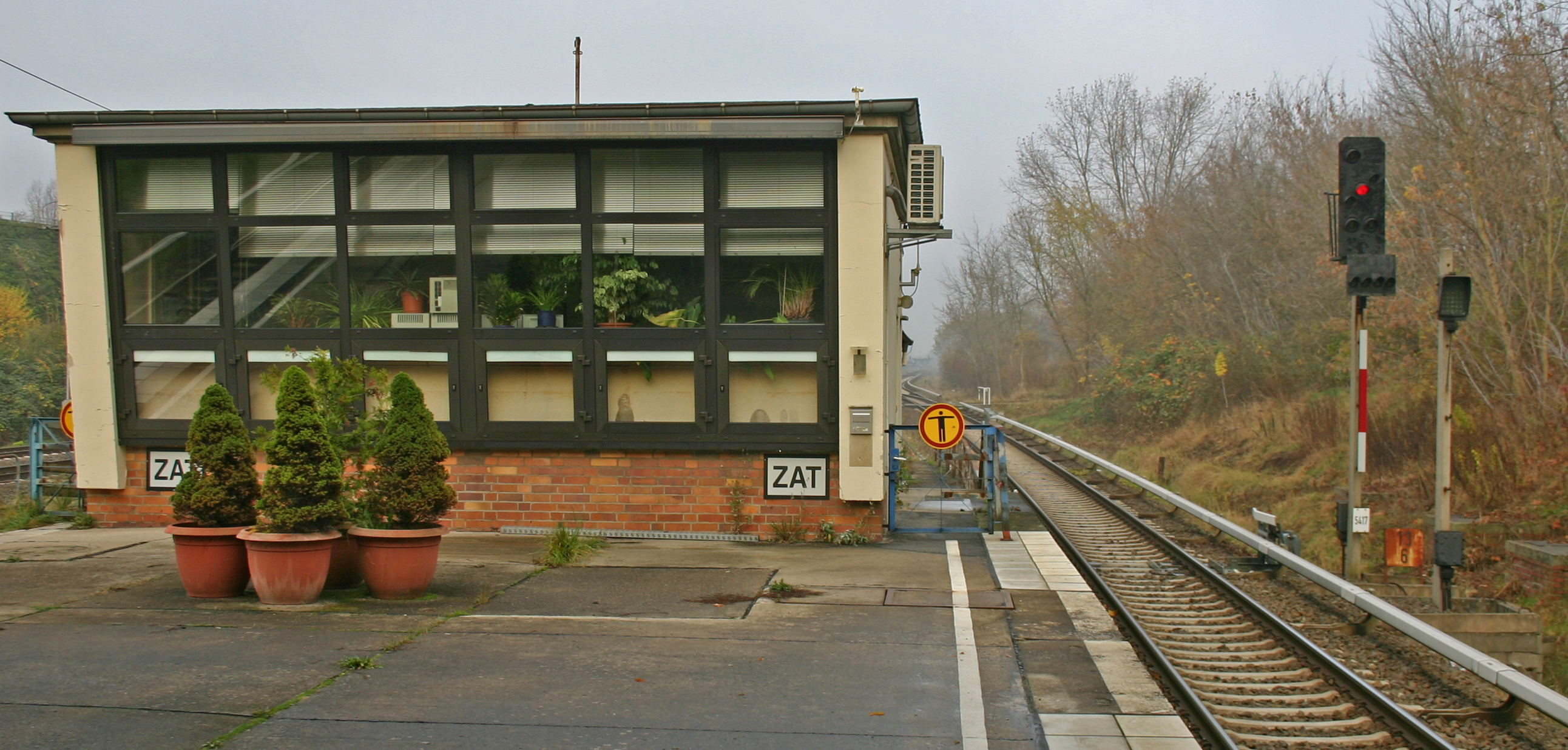
Stellwerk Hsh, 2014

Der Bahnhof liegt im Zentrum des Ortsteils Neu-Hohenschönhausen am Kreuzungspunkt des Berliner Außenrings mit der Falkenberger Chaussee. Die Straße überquert die Strecke mit drei Überführungen, von denen die nördliche und südliche dem Individualverkehr dient. Die mittlere Überführung befahren Omnibusse und Straßenbahnen.
Der S-Bahnhof ist an der VzG-Strecke 6012 gelegen, die von Berlin Springpfuhl bis Berlin-Wartenberg verläuft, der S-Bahnhof Wartenberg selbst ist ein Bahnhofsteil des S-Bahnhofs Hohenschönhausen. Der Bahnhof hat zwei durchgehende Hauptgleise, die über ein Weichentrapez zwischen Hohenschönhausen und Wartenberg miteinander verbunden sind. Im Bahnhof stehen insgesamt fünf Hauptsignale, je ein Einfahr- und Ausfahrsignal und drei Zwischensignale. Die Ks-Signale werden vom elektronischen Stellwerk Biesdorfer Kreuz mit Bedienplatz in der Betriebszentrale Halensee aus bedient. Bis November 2019 übernahm die Bedienung das elektromechanische Stellwerk Hsh (Bauart E 12/78) am Nordende des S-Bahnsteigs. Der S-Bahnhof ist mit einem 103 Zentimeter hohen und 163 Meter langen Mittelbahnsteig ausgestattet, es bestehen Zugänge zu beiden Seiten der Falkenberger Chaussee sowie zur Straßenbahn- und Bushaltestelle in der Mitte. Der nördliche Zugang verfügt über eine Rampe.
Die Betriebsstelle Berlin-Hohenschönhausen setzt sich aus dem Haltepunkt an der VzG-Strecke 6067 (Berlin Biesdorfer Kreuz Nord – Abzw Berlin-Karow Ost) und einer südlich vorgelagerten Abzweigstelle zusammen. An der Abzweigstelle fädelt die parallel zum Außenring verlaufende VzG-Strecke 6160 (Berlin-Hohenschönhausen – Biesdorfer Kreuz Nord) aus, an der der Bahnhof Berlin Nordost liegt. Die Blocksignale der Abzweigstelle werden vom Relaisstellwerk Bik (Bauart GS II Sp64b) am Biesdorfer Kreuz aus ferngestellt, die Strecke ist im Bereich Hohenschönhausen mit Automatischem Streckenblock AB70 ausgerüstet. Der Regionalbahnhof ist mit zwei Seitenbahnsteigen ausgestattet, beide sind jeweils 76 Zentimeter hoch und etwa 211 Meter lang. Der südliche Zugang erfolgt über Treppen, der nördliche über zwei Aufzuganlagen. Der westliche Bahnsteig in Fahrtrichtung Berlin-Lichtenberg verfügt außerdem über einen ebenerdigen Zugang zur Wartenberger Straße.

## Geschichte

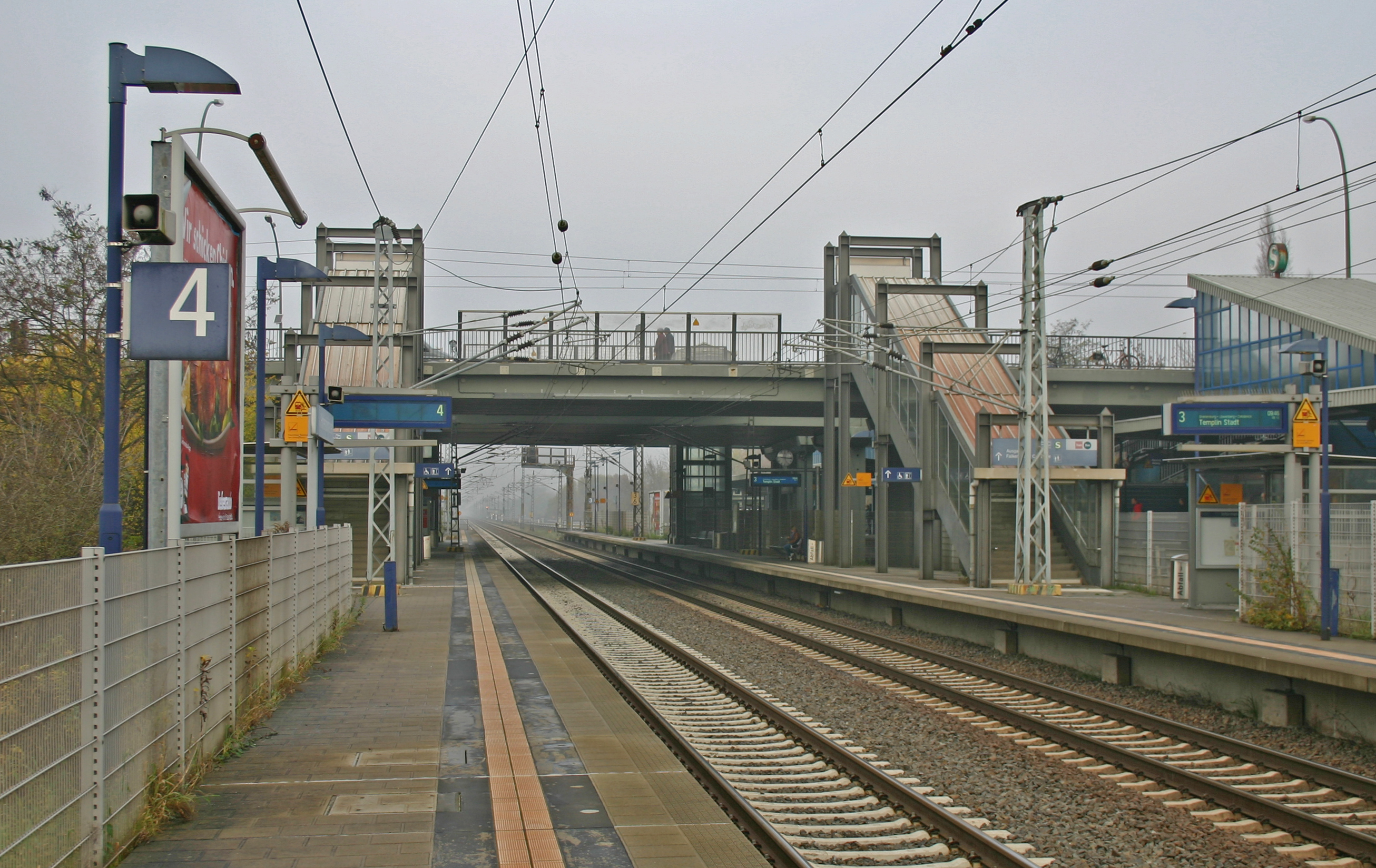
Regionalbahnhof Berlin-Hohenschönhausen, 2014

Zur Anbindung des Mitte der 1980er Jahre errichteten Neubaugebietes Hohenschönhausen II, dem heutigen Ortsteil Neu-Hohenschönhausen, nahm die Deutsche Reichsbahn am 20. Dezember 1984 den ersten Abschnitt der S-Bahn von Springpfuhl nach Hohenschönhausen in Betrieb. Der Betrieb erfolgte zunächst nur eingleisig. Auf den Tag ein Jahr darauf folgte die Verlängerung nach Wartenberg und die Aufnahme des zweigleisigen Betriebs. Das Stellwerk Hsh ging mit der Verlängerung ebenfalls in Betrieb. Die Regionalbahnsteige waren ab dem 14. April 1986 in Betrieb. Sie sollten später durch einen Fern- und S-Bahnhalt in Malchow an der Bundesstraße 2 ersetzt werden. Der Westbahnsteig für Fahrten nach Berlin-Lichtenberg erhielt daher nur einen ebenerdigen Zugang zur Wartenberger Straße, der Ostbahnsteig war hingegen zur Falkenberger Chaussee angeschlossen. Da das Wohnungsbauprogramm der DDR nach der politischen Wende aufgegeben wurde, unterblieb die Umsetzung des Vorhabens. Im Jahr 1998 wurde der Regionalbahnhof grundlegend saniert und erneuert; der Westbahnsteig erhielt Zugänge zur Falkenberger Chaussee, auf der Nordseite gingen zwei Aufzuganlagen für den barrierefreien Zugang in Betrieb. Von 2002 bis 2006 war Hohenschönhausen zusätzlich Halt mehrerer Linien der privaten Fernzugmarke InterConnex.

## Verkehrsanbindung

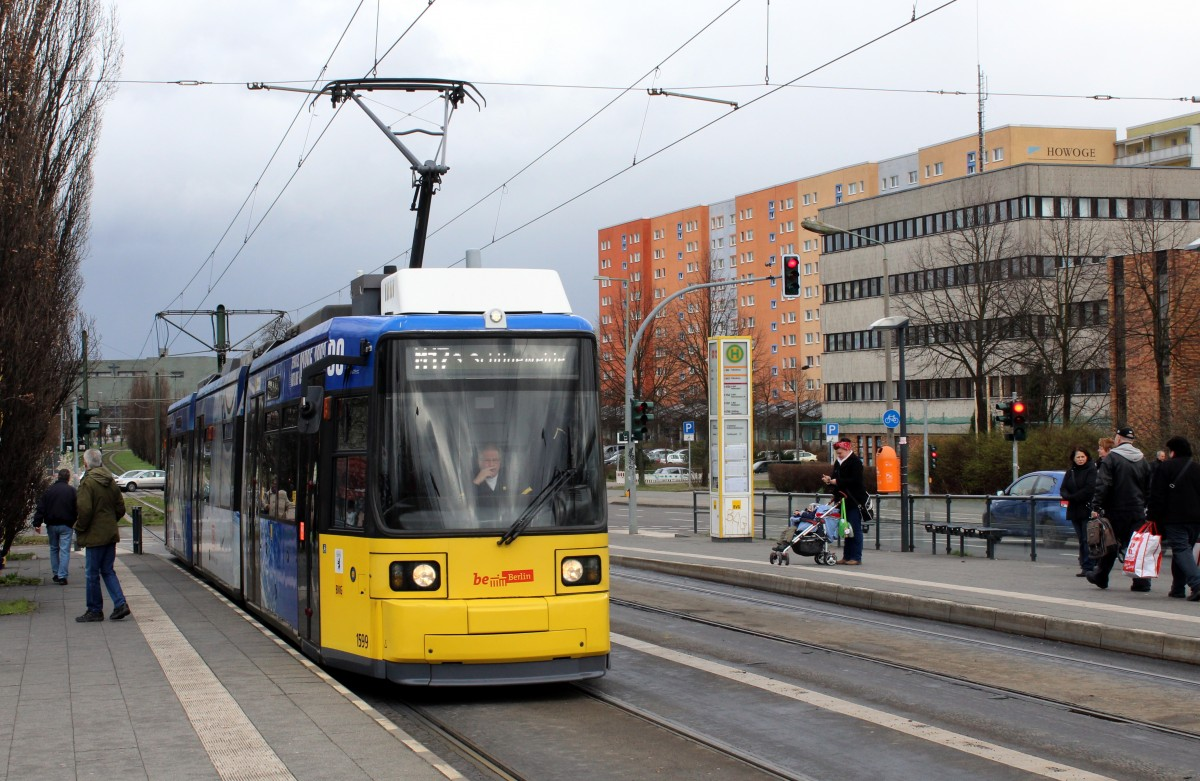
Straßenbahn der Linie M17 am S-Bahnhof Hohenschönhausen, 2015

Neben den Regionalbahnlinien RB 12, RB 24 und RB 32 sowie der S-Bahnlinie S75 wird der Bahnhof von den Straßenbahnlinien M4 und M17 sowie den Buslinien X54, 154, 197, 256 und N56 der Berliner Verkehrsbetriebe bedient. Die Buslinie 893 teilt sich die BVG gemeinsam mit der Barnimer Busgesellschaft. Sie bietet Anschluss an die nördlich angrenzenden Gemeinde im Umland. 
| Linie           | Verlauf | Takt (min) | EVU              |
| --------------- | --- | ---------- | ---------------- |
| RB 12           | Berlin Ostkreuz – Berlin-Lichtenberg – Berlin-Hohenschönhausen – Oranienburg – Sachsenhausen (Nordb) – Nassenheide – Grüneberg – Löwenberg (Mark) – Zehdenick (Mark) – Vogelsang (Gransee) – Hammelspring – Templin – Templin Stadt | 60         | NEB              |
| RB 24           | Schönefeld (bei Berlin) – Berlin-Schöneweide – Berlin Ostkreuz – Berlin-Lichtenberg – Berlin-Hohenschönhausen – Bernau (b Berlin) – Rüdnitz – Biesenthal – Melchow – Eberswalde Hbf                                                 | 60         | DB Regio Nordost |
| RB 32           | Schönefeld (bei Berlin) – Berlin-Schöneweide – Berlin Ostkreuz – Berlin-Lichtenberg – Berlin-Hohenschönhausen – Oranienburg | 60         | DB Regio Nordost |
|                 | (Ostbahnhof –) Warschauer Straße – Ostkreuz – Nöldnerplatz – Lichtenberg – Friedrichsfelde Ost – Springpfuhl – Gehrenseestraße – Hohenschönhausen – Wartenberg                                                                      | 20         | S-Bahn Berlin    |
| Stand: Mai 2024 | |            |                  |

Zusätzlich hält am Morgen ein einzelner Zug der Linie RB 54, vom Bahnhof Lichtenberg kommend, nach Rheinsberg (Mark) am Bahnhof.